# Срби у Бугарској
Срби у Бугарској су грађани Бугарске српског порекла или држављани Србије који живе и раде у Бугарској.

## Историја
Трагови боравка Срба на простору данашње бугарске државе могу се пратити од давнина, посебно од сеоба на Балкан, тј од 6. века. Јохан Енгел је 1801. године у Србију убрајао поред осталих земаља и делове Бугарске. О честим везама, различитим облицима комуникације и сарадње пре свега у ранијој прошлости, Срба и Бугара, два веома блиска народа, говоре многобројне материјалне и духовне вредности стваране вековима на простору од Дунава на северу па све до родопског планинског ланца на југу.
Српски утицај на Бугаре креће од времена када је престала превласт Византије над Србима. Било је то време Милутиново. Патријаршија Макарија Соколовића простирала се дубоко у простор данашње Бугарске, до реке Искар. Српски патријарх је постављао епископе у Видину и Софији - 200 година. У западној Бугарској, уз границу са Србијом простире се област Знепоље са градовима Трном и Брезником. Ови предели су за време Немањића били српски и њима је у 14. веку владао рођак Цара Душана Силног, Деспот Константин Драгаш, деда последњег византијског цара и свог имењака Константина XI Палеолога-Драгаша, као и српски деспот Стефан Лазаревић.
Деспот Константин Драгаш подигао је и већину цркава и манастира у том крају, као на пример манастир Св. Јована Богослова у Поганову (код Димитровграда) или манастир Св. Архангела Михаила код Трна, а по њему се зове и оближњи град Ћустендил – средњовековни Велбужд (на турском, Кјустендил значи Константинова бања). Народ овог краја устајао је на Турке за време Српске револуције, када их је предводио легендарни јунак Хајдук Апостол, побратим Хајдук Вељка Петровића, док је његов унук Аранђел Станојевић-Трнски био најугледнији знепољски првак током шездесетих и седамдесетих година 19. века, и коџабаша (народни старешина) трнски, витез и војвода.
Предео Осогов, Брезник и Радомир је 1750. године обједињени, са седиштем у месту Ремеснана (данашња Бела Паланка). Ту је припадао и Пирот, који је центар епископије зване "Нишавска". А Ћустендил је са градовима у Македонији - Кратовом, Штипом и Струмицом био једна целина, област којом су владали српски великаши Дејановићи.
Поред православних Срба у историјско-етничком простору "Шоплуку", који се протеже до Софије (вековног Средеца) било је и Срба Дубровчана, међу којима много католика. Током 19. века у Бугарској је било много Срба досељеника, који су били политички емигранти, али и учитељи и професори, трговци и занатлије.
У Бугарској је по званичним државним подацима увек било мало Срба. Пристрасност је била тенденциозна, али и ефикасна за њихове претензије. Тако је 1887. године пописано 2142 Србина, а 1900. године свега 1503. Највише их је било 1887. године у Видинском округу - 1610.

## Разграничење 1877-1879. године
Трн, као и Брезник, Цариброд и Пирот је била ослободила српска војска 1877. године, али је град са околином досуђен Бугарској, и у Санстефану и у Берлину, без обзира на петицију коју је потписало шеснаест хиљада угледних Срба тога краја, у којој су изразили жељу да буду припојени матици Србији. Након годину дана српске управе, 1879. године ове области постају део савремене бугарске државе.
Да је граница између две државе била неправилна, вештачка и неправедна сведоче и друге бројне петиције и захтеви Срба, који су потпали - остали у Бугарској. Територија данашње Бугарске је објединила области које јој нису природно припадале, јер су биле оријентисане ка западу. Ту су живели помешани народи Срби, Власи, а Бугари ће тај простор тек након 1878. године "узети под своје". Били су тамошњи Срби жртвовани због руских претензија према Цариграду, које су покушали да остваре преко Бугара. Руси су тада подржавали стварање некакве "Велике Бугарске", а радили против интереса Србије, која је била у незавидном положају и немоћна да заштити своје сународнике Србе, ван тадашњих граница. Србија се морала одрећи својих области: Софије, Трна, Брезника, Радомира. Ћустендила, Видина, Лом-Паланке иако становништво тих крајева није пристајало да буде додељено Бугарској. Писали су (не само Срби) много молби са петицијама, адресираних на Европу и Русију, да се не дозволи стварање "Велике Бугарске". Све државе учеснице рата биле су незадовољне исходом мировног споразума, једино је Бугарска као "миљеница Русије" профитирала. Остала је само ускраћена за румунску Добруџу.
Архиви српски чувају богату грађу о очајничким покушајима да се Срби отргну од "Бугарског загрљаја" 1878. године. Једну, шесту (цитирану у литератури) молбу су 16. јула 1878. године поднели општине и појединци, потврђујући је са 250 општинских печата и 600 потписа, српском кнезу Милану Обреновићу. Та молба је објављена, а у њој се тражило следеће: "Ми твој сиромашни и несрећни народ из округа Радомирског, Софијског, Самоковског, Дупничког, Ихтиманског, Ентропољског и околине свиколици чисти и прави Срби од старине - изузевши чорбаџије, попове, владике, учитеље, одборнике, војне капетане и све чиновнике, молимо те и преклињемо поново, ослободи нас скоро од ове беде и невоље и прими нас као квочка под твоја крила, да нас спасеш од овог бугарског господарства. Јер ми смо сви од памтивека прави и чисти Срби, па све до века! Амин." У наставку пише: "Ми смо молили и нашу руску браћу која су нас ослободила, да нас оставе под твојим крилима, јер смо чисти Срби. Они одговорише: свеједно, братко, свеједно, или Србин или Бугарин, бићете руска браћа; али ми не можемо бити ни Бугари ни Руси, и немамо за то времена. Зато те молимо узвишени владаоче, ослободи нас и саједини нас са нашом мајком Србијом. Ми ћемо Теби и Твом колену бити увек верни, као што бесмо некада својим краљевима Немањићима. Прими нас и ослободи нас од ових трипут проклетих Бугара, нећемо да будемо Бугари, чији је дух, изглед и језик од нашег различан. Ми смо овејани и прави Срби, славимо славу, певамо своје српске краљеве, говоримо српски, знамо од старине да смо Срби, како можемо дакле сада постати Бугари? Ми знамо да је наш свети краљ (Милутин) који је у Софији сахрањен Србин, да наш свети отац у Риму беше Србин, да све вароши, замци, цркве, манастири и старе гробнице у нашој земљи осташе од Срба. Ако хоћеш да изгубиш твој народ, унуке Немањића, онда нас остави Бугарима, који су још гори од Турака". Та молба се завршава речима: "Овако не можемо да живимо под Бугарима, нећемо да будемо Бугари, већ остајемо Срби, као што јесмо."
Српска војска у рејону преко реке Тимока, који је заузела током рата 1877-1878. године нашла следеће стање: од 66 села, њих 21 била су српска, 13 српско-бугарска, 24 влашка и само 8 бугарских.
Руски историчар, професор Московског универзитета А. А. Мајков је великим чланком у руском листу "Ново Време" фебруара 1878. године проговорио о проблематичној граници између Србије и Бугарске. Заступао је српску тезу са аргументима, да им по свему припада гранична линија од Видина, на Берковац, Софију и Серез (Сер) са тим градовима унутар ње. Покушао је Мајков да утиче на Русију, да не учини неправду Србима, тако што ће подржати бугарску интелигенцију са њеном "бугароманијом", из које се крије стратегија присвајања српских територија и побугарења становништва.

## 21. век
2010. године је основано "Удружење Срба у Бугарској", а за председника је изабран популарни глумац Ђорђе Росић.

## Популација
Бугарска не признаје постојање мањина, већ заступа тезу да постоји јединствена бугарска нација али са различитим етничким пореклом. Због тога је тешко утврдити не само бројност већ и реалне чињенице о положају Срба у Бугарској. Премда историјски подаци говоре да постоји аутохтоно српско становништво у западном делу земље (Трн, Брезник, Белоградчик, Ново село, Валчедрм...), у Бугарској се данас, ако се уопште званично помињу Срби, говори о невеликој српској дијаспори досељеној у новије време. Према бугарском попису из 2011. године регистровано је 569 држављана Србије, док према неким проценама број Срба у Бугарској је око 20.000. Иначе, у западном делу земље, уз границу са Србијом, се говори призренско-тимочким дијалектом српског језика.

## Познате личности
- Константин Драгаш, српски велможа
- Ромил Раванички, српски монах
- Поп Пеја, српски књижевник и истакнути представник Софијске књижевне школе
- Ђорђе Кратовац, српски православни светац
- Иван Југовић, римокатолички свештеник
- Петар Југовић, кнез Ћипроваца
- Франческо Марканић, кнез Ћипроваца
- Петар Парчевић, римокатолички свештеник
- Франческо Сојмировић, римокатолички свештеник
- Петар Богдан Бакшић, римокатолички свештеник
- Крсто Пејкић, римокатолички свештеник
- Партеније Павловић, (умро 1760[16]) српски епископ и књижевник[17]
- Хајдук Апостол, вођа знепољских Срба у Првом српском устанку
- Драган Папазоглу, српски јунак у Првом српском устанку
- Григорије Србин, митрополит нишки (1837—1842)
- Мисаил Цветковић Бајкуш, српски црквени великодостојник, први учитељ младог Петра II Петровића Његоша
- Анастас Јовановић, један је од најранијих фотографа у свету, савременик Луја Дагера и Талбота, ликовно образован, уметнички свестрана личност, ентузијаст, ванредно продуктиван са великим бројем сачуваних дела.
- Цеко Петковић, истакнути српски народни и устанички народни вођа, повереник Српске владе
- Игњат Насалевски, српски трговац и национални радник који је радио на пољу ослобођења Јужне Србије 1860—их година
- Танчо Зеленоградски, српски трговац и национални радник
- Аранђел Станојевић-Трнски, народни старешина Трна и Знепоља
- Дамјан Џуновић, српски трговац и кмет села Брезе у општини Своге у Софијској области, подигао је српски устанак против руско-бугарске управе у овој области пред сам крај Руско-турског рата
- Наталија Петровић Каравелова, српска добротворка, књижевница и супруга чувеног бугарског песника и политичког активисте Љубена Каравелова
- Симо Соколовић, српски војвода, официр српске и бугарске војске и вођа Шопског устанка
- Љубомир Милетић, бугарски лингвиста, етнограф и историчар
- Фотије Станојевић, српски политички радник и дипломата.
- Бранко Лазаревић, српски књижевник и дипломата.
- Војислав Арновљевић, лекар, члан САНУ.
- Ђорђе Росић, глумац
- Златомир Загорчић, репрезентативац Бугарске на Европском првенству 2004. у фудбалу
- Зоран Јанковић, репрезентативац Бугарске на Европском првенству 2004. у фудбалу
- Предраг Пажин, репрезентативац Бугарске на Европском првенству 2004. у фудбалу
- Иван Чворовић, фудбалер
- Марина Тошић, бугарска поп-фолк певачица